# La Campana, Lerdo
La Campana är en ort i Mexiko.   Den ligger i kommunen Lerdo och delstaten Durango, i den centrala delen av landet, 800 km nordväst om huvudstaden Mexico City. La Campana ligger 1 186 meter över havet och antalet invånare är 276.
Terrängen runt La Campana är huvudsakligen kuperad, men den allra närmaste omgivningen är platt. Runt La Campana är det mycket glesbefolkat, med 3 invånare per kvadratkilometer. Närmaste större samhälle är Torreón, 18,1 km norr om La Campana. Omgivningarna runt La Campana är i huvudsak ett öppet busklandskap.